# Attagenus aboriginalis
Attagenus aboriginalis is een keversoort uit de familie spektorren (Dermestidae). De wetenschappelijke naam van de soort werd in 1913 gepubliceerd door Henry Frederick Wickham.